# Tamm (gmina)

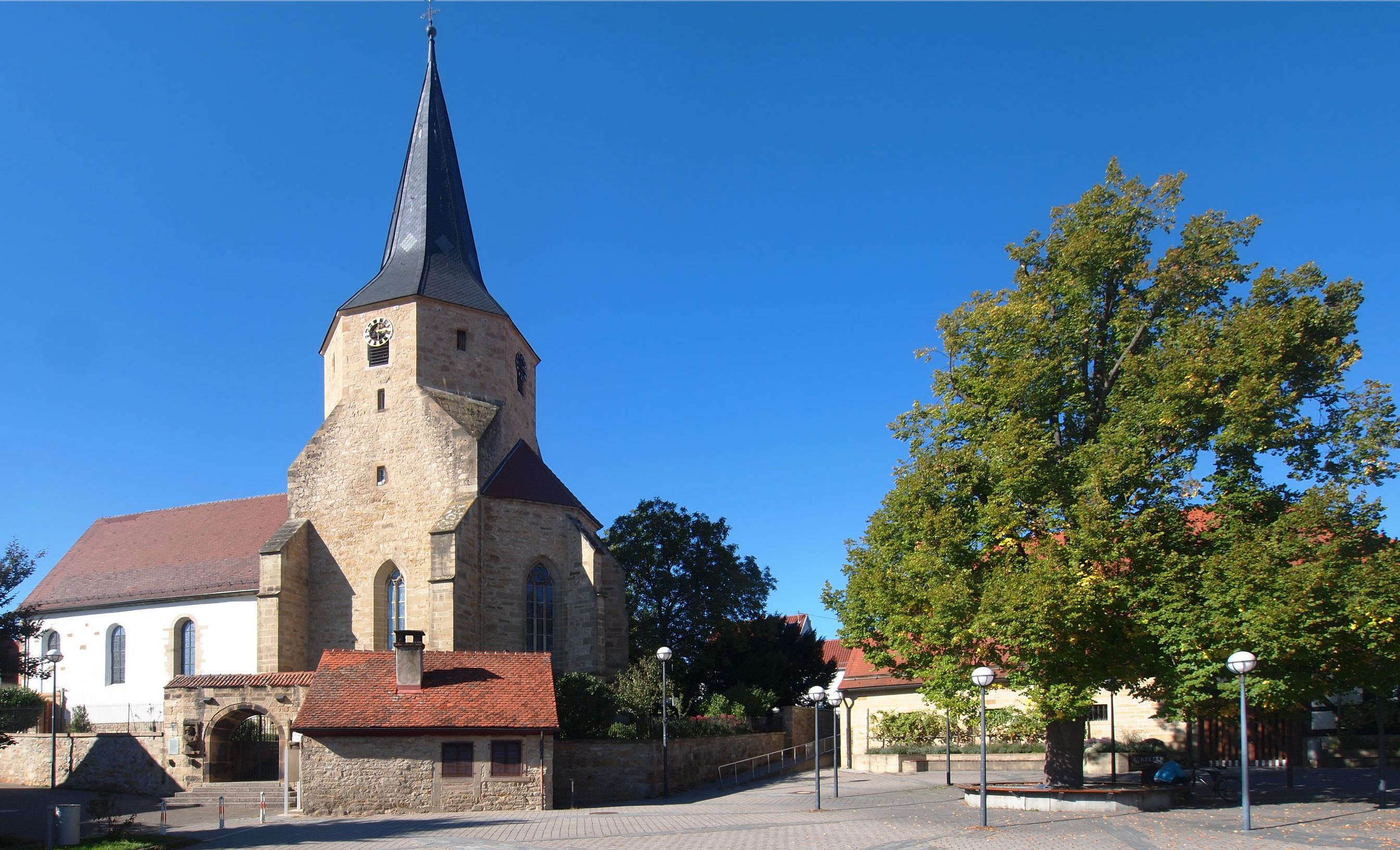
Kościół św. Bartłomieja

Tamm – miejscowość i gmina w Niemczech, w kraju związkowym Badenia-Wirtembergia, w rejencji Stuttgart, w regionie Stuttgart, w powiecie Ludwigsburg, wchodzi w skład wspólnoty administracyjnej Bietigheim-Bissingen. Leży ok. 5 km na północny zachód od Ludwigsburga, przy drodze krajowej B27.

## Współpraca
Miejscowość partnerska:
- Althofen, Austria